# Фидес
Фидес — Мађарски грађански савез (мађ. Fidesz - Magyar Polgári Szövetség) је владајућа политичка странка у Мађарској. Води је Виктор Орбан.
Основан је 1988. под називом Савез младих демократа (мађ. Fiatal Demokraták Szövetsége) као активистички покрет који се супротстављао владајућој марксистичко-лењинистичкој влади. Регистрован је као политичка странка 1990. са Орбаном на челу. Ушао је у Народну скупштину након парламентарних избора 1990. Након избора 1994. усвојио је либерални конзервативизам што је довело до одласка либералних чланова и придруживања Савезу слободних демократа. Затим је настојао да успостави везу са другим конзервативним странкама, а након избора 1998. успешно је формирао владу десног центра. Усвојио је национализам почетком 2000-их, али је његова популарност благо опала због скандала са корупцијом. Између 2002. и 2010. била је у опозицији, а 2006. је формирао коалицију са Демохришћанском народном странком (КДНП).
Масовним протестима 2006. вратила се Фидесу популарност, што је довело до тога да је освојио апсолутну већину на изборима 2010. Након повратка управљања Мађарском, усвојио је национално-конзервативну политику и померио се даље удесно. Такође је постао критичнији према Европској унији, што је довело до тога да је описан као евроскептична странка. Године 2011. нови Устав Мађарске је усвојен и 2012. је ступио на снагу. Задржао је већину мандата након избора 2014, а након ескалације мигрантске кризе, Фидес је почео да користи десничарско-популистичку и антиимигрантску реторику. Од свог настанка, политичка позиција Фидеса се драстично променила, док се данас сматра десничарском или крајње десничарском странком.
Након парламентарних избора 2022. има већину у Народној скупштини са 135 мандата. Од 2010. управља избором председника Мађарске, а подржао је изборе сваког председника од 2000. године и ужива већину у свих 19 скупштина жупанија, док је у опозицији у Скупштини града Будимпеште. Фидес је у почетку био члан Либералне интернационале до 2000. године, након чега се придружио Европској народној странци. Остао је њен члан до 2021, а од тада ради са групом независних у Европском парламенту. Од 30. јуна 2024. део је новог савеза Патриоти за Европу.

## Изборни резултати
Народна скупштина Мађарске
| 1990. | Парламентарни | 439.539   | 8,95%  | 22 / 386  | опозиција |
| 1994. | Парламентарни | 379.295   | 7,02%  | 20 / 386  | опозиција |
| 1998. | Парламентарни | 1.263.522 | 28,18% | 148 / 386 | владајући |
| 2002. | Парламентарни | 2.306.763 | 41,07% | 164 / 386 | опозиција |
| 2006. | Парламентарни | 2.727.979 | 42,03% | 141 / 386 | опозиција |
| 2010. | Парламентарни | 2.706.292 | 52,73% | 227 / 386 | владајући |
| 2014. | Парламентарни | 2.264.486 | 44,87% | 117 / 199 | владајући |
| 2018. | Парламентарни | 2.824.206 | 49,27% | 117 / 199 | владајући |
| 2022. | Парламентарни | 3.060.706 | 54,13% | 117 / 199 | владајући |